# 8166 Бучинський
8166 Бучинський (8166 Buczynski) — астероїд головного поясу, відкритий 12 січня 1991 року.
Тіссеранів параметр щодо Юпітера — 3,515.